# Kasteel Malaise

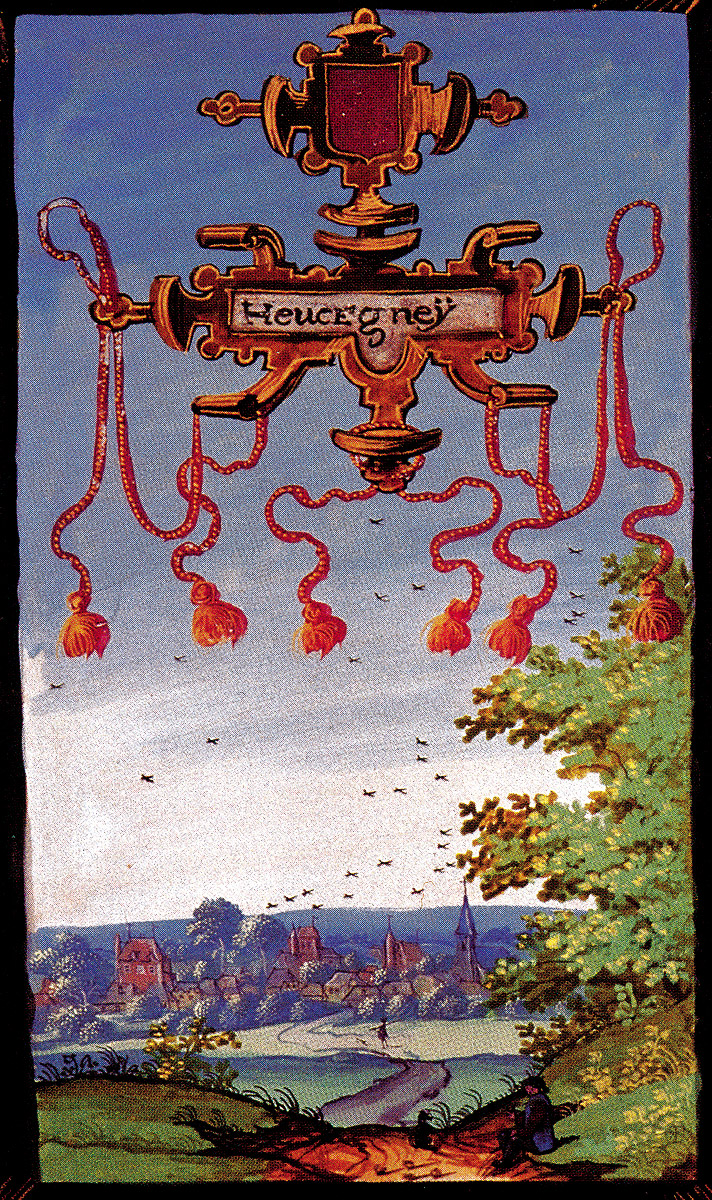
gezicht op Huissignies; het kasteel is aan de linkerkant

Het kasteel Malaise, ook bekend als het kasteel van Huissignies, is een kasteel ten zuidwesten van de dorpskern van Huissignies in de Belgische provincie Henegouwen.
Het kasteel werd geclassificeerd als historisch monument op 2 december 1982 onder de naam van "versterkt huis".
De massieve constructie dateert uit de Middeleeuwen. Het kasteel is omgeven door een gracht, die gevoed wordt door de rivier Hunelle. Het kasteel werd oorspronkelijk gebouwd volgens een rechthoekig plan, waarmee dit gebouw alle kenmerken heeft van een traditionele Normandische donjon.
Het oudste deel dateert uit de 12e eeuw, de noordelijke toren is 16e-eeuws, het bovenste deel 19e-eeuws. Aan de oostzijde, op de eerste verdieping, is een kapel gewijd aan Sint Cecilia. De ingang in de westelijke gevel, bekroond door de wapens van Arenberg, werd beschermd met een valhek verwerkt in de muur.